# Besseria
Besseria (лат.) — род тахин подсемейства фазии.

## Описание
Длина тела от 3 до 10 мм. Лицо по нижнему краю значительно выступает вперёд. Хоботок с небольшими сосательными лопастями. Среднеспинка с двумя интраалярными щетинками за поперечным швом, которые разделены друг от друга широким расстоянием. Брюшная закрыловая чешуйка иногда отклоняется от щитка (например, Besseria anthophila, Besseria longicornis, Besseria oblita, Besseria zonaria). По краю щитка три пары щетинок. Брюшко блестящее, без микроскопических войлочных волосков. У самок шестой брюшной сегмент хорошо развит. Стерниты брюшка с соединительной мембраной крупные и не закрыты тергитами. У самцов 3 и 4 тергиты обычно с большими пятнами из плотно прижатых щетинок. Иногда поверхность тергитов на месте этих пятен явно вогнутая.

## Биология
Обитают в сухих местообитаниях. Имаго питаются на соцветиях растений из семейств зонтичных и сложноцветных. Личинки паразитируют в клопах семейства настоящие щитники, например Menaccarus arenicola и Psacastra exanthermatica.

## Классификация
В состав рода включают 15 видов.
- Besseria anthophila (Loew, 1871)
- Besseria atra (Coquillett, 1897)
- Besseria brevipennis (Loew, 1863)
- Besseria caffra Villeneuve, 1920
- Besseria dimidiata (Zetterstedt, 1844)
- Besseria excavata Herting, 1979
- Besseria fossulata Bezzi, 1908
- Besseria lateritia (Meigen, 1824)
- Besseria melanura (Meigen, 1824)
- Besseria nuditibia Kugler, 1977
- Besseria oblita Herting, 1979
- Besseria pilimacula Herting, 1973
- Besseria prophetarum Cerretti, Lo Giudice & Mei, 2010
- Besseria reflexa Robineau-Desvoidy, 1830
- Besseria zonaria (Loew, 1847)

## Распространение
Представители рода встречаются в Нерактической, Палеарктической и Афротропической зоогеографических областях.